# Društvo narodov
Društvo narodov (oziroma Liga narodov, francosko Société des Nations, angleško League of Nations, špansko Sociedad de Naciones) je bila mednarodna organizacija, ustanovljena leta 10. januarja 1920 s sedežem v Ženevi z namenom, da bi zagotovili mednarodni mir, kar je bil neposreden odgovor na prvo svetovno vojno. To je prva mednarodna organizacija, ki je bila naravnana k razumevanju kolektivne varnosti. Njen ustanovitveni akt je Pakt Društva narodov.
Organizacija Društva narodov je predhodnica današnje OZN.

## Zgodovina
Pobudo za ustanovitev Društva narodov je dal takratni ameriški predsednik Woodrow Wilson na pariški mirovni konferenci.

## Razlogi za propad
- Društvo ni imelo svojih vojaških enot, ki bi lahko posredovale na konfliktnih območjih.
- Med članicami ni bilo pomembnih držav, kot so bile ZDA, Nemčija (članica le med letoma 1926 in 1933), Sovjetska zveza (vstopila šele 1934), Japonska (DN zapustila 1933) in Italija (DN zapustila 1937).
- Odvisnost od interesov Združenega kraljestva in Francije.
- V krizah se je odzvalo počasi in neodločno, ker je za ukrepanje potrebovalo soglasje vseh članic.
- Poglavitni ukrep DN so bile gospodarske sankcije, ki so se izkazale za nezadostne; poleg tega so jih same članice društva pogosto kršile.